# Marquard Wild
Marquard Wild (15. Oktober 1661 in Bern – 7. November 1747 ebenda) war ein Schweizer Altertumsforscher und Magistrat.

## Leben
Marquard Wild, Sohn des Hans Jakob Wild, Landschreiber in Wangen an der Aare, und der Rosina Fasnacht, war von 1693 bis 1714 Oberbibliothekar in Bern, wo er die Reorganisation der Bibliothek (Burgerbibliothek Bern) mit gestaltete. Von ihm stammen zwei prächtige handgeschriebene Kataloge, nämlich ein Donationenbuch sowie ein zweibändiger Bibliothekskatalog, der erstmals die Bestände der alten Berner Bibliothek und der 1632 erworbenen Bibliothek des Jacques Bongars vereint. Wild verfasste ein Werk, in dem er erstmals nachwies, dass Aventicum der Hauptort der Helvetier gewesen war. Seine umfangreiche Münzsammlung schenkte er der Stadtbibliothek Bern.
Als Magistrat war Marquard Wild ab 1702 Schulrats- und Inselschreiber; 1710 erfolgte die Wahl in den bernischen Grossen Rat. Von 1714 bis 1721 bekleidete er das Amt des Landvogts zu Buchsee (heute Münchenbuchsee), 1726 bis 1732 des Schultheiss in Unterseen, 1734 wurde er zum Mushafenschaffner (Verwalter des Almosenfonds) gewählt. 1745 trat Wild von allen seinen Ämtern zurück.

## Schriften
- Apologie pour la vieille cité d’Avenche ou Aventicum en Suisse, au canton de Berne, & située, dans une des quatre contrées, ou départements de l’Helvétie appelé Urbigène ... Bern 1710 (Digitalisat).
- Musical-Historische Beschreibung Deß Pfaffen-Kriegs im Schweitzerland/ Und wie derselbe von Ihnen angeblasen und underhalten worden ... 1712 (Digitalisat).